# باليقجي
باليقجي هي مدينة ومركز مقاطعة باليقجي في ولاية أنديجان في أوزبكستان.